# Макарије Желтоводски
Макарије Желтоводски је руски православни светитељ у лику преподобног, из 15. века.
Рођена је 1349. године у Нижњем Новгороду. Као млад се тајно замонашио у манастиру који се налазио на неколико километара од града, на обали реке Волге. Замонашио га је архимандрит Дионисија, касније епископ суздаљски.
Касније се окренуо испосничком животу карј реке Лух. Тамо је окупио монахе, устројио манастир и подигао цркву у славу светог Богојављења. Након тога се поново осамио у месту Жуте Воде, с друге стране реке Волге. Након доста времена и тамо је сабрао монахе са којима је образоваа манастир и сагради цркву у име Пресвете Тројице.
Доживевши дубоку старост, он се пред смрт разболео. Пошто се помолио Богу и опростио са свима, уснуо је у Господу у 25. јула 1444. године, у својој деведесет и петој години.
Православна црква прославља преподобног Макарија 25. јула по јулијанском календару.